# پالان

پالان خر در کوبا

پالان چیزی شبیه به زین است که روی کمر ستور یا شتر قرار داده می‌شود. پالان از جنس پارچه و گونی ساخته می‌شود و داخل آن را با کاه پر می‌کنند.
پس از نهادن پالان بر پشت ستور، گاله را روی آن می‌آویزند، وجود پالان سبب می‌شود که هم صاحب ستور بتواند روی حیوان بنشیند و هم گاله بر آن استوار بماند و با تعادل و توازن از دو طرف آویخته گردد. 
پالان را جُل و پشم‌آکند هم گفته‌اند.
پالان کوچک‌تر و ظریف‌تر از پالان باری که به‌جای زین بکار برود را پالان سواری یا پالان قجری می‌گویند. به عمل ساخت پالان، پالان‌دوزی یا پالان‌گری گفته می‌شود.کسی که پالان می دوزد را پالان دوزمی گویند.پالان دوزی از شغلهایی است که امروزه در شهرهای بزرگ از بین رفته است و احتمالاً در روستاها هنوز وجود دارد. پالان خر و پالان اسب با هم متفاوت است در قدیم پالان خر دو نوع بوده پالان بار بری و پالان مسافری  پالان مسافری که بیشتر هنگام مسافرت و در کاروانها بکار می رفت یک پتو یا قالیچه بر روی پالان نصب می شد تا پا و بدن خانمهایی که در کاروان راههای طولانی مانند رفتن به کربلا و مکه سوار می شدند تاول نزنند. آسیب نبینند.
اصطلاحاً به اسبی که اصیل نباشد و کندرو و لایق پالان باشد، پالانی می‌گویند. و در مقابل به اسب‌های تندرو و اصیل زینی یا سواری گفته می‌شود.